# Архимед (лунный кратер)
Кра́тер Архиме́д (лат. Archimedes) — большой древний ударный кратер на восточной границе Моря Дождей и самый крупный в этом море. Образование кратера относится к позднеимбрийской эпохе. Назван в честь Архимеда — древнегреческого математика, физика, механика и инженера. Название утверждено Международным Астрономическим союзом в 1935 г.

## Описание кратера

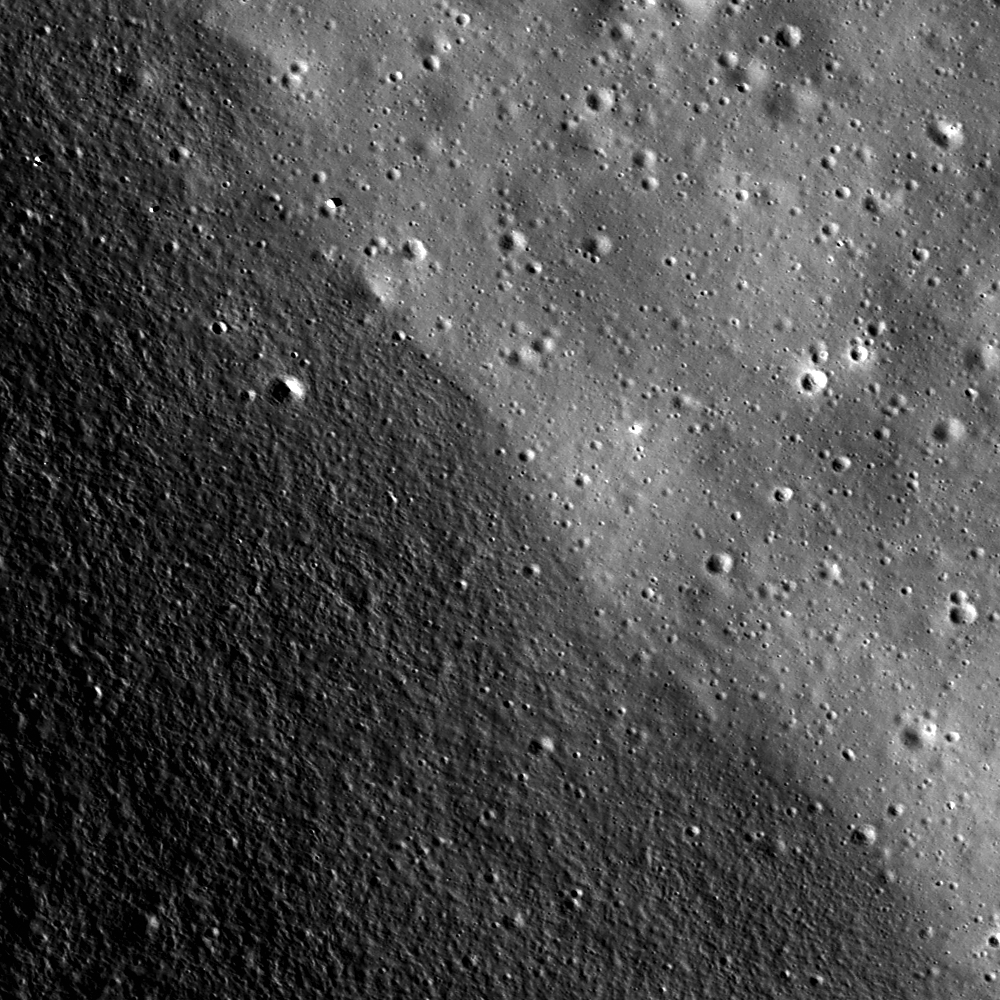
Подножие юго-западной части внутреннего склона (внизу слева). Дно чаши кратера вверху справа. Снимок зонда Lunar Reconnaissance Orbiter.

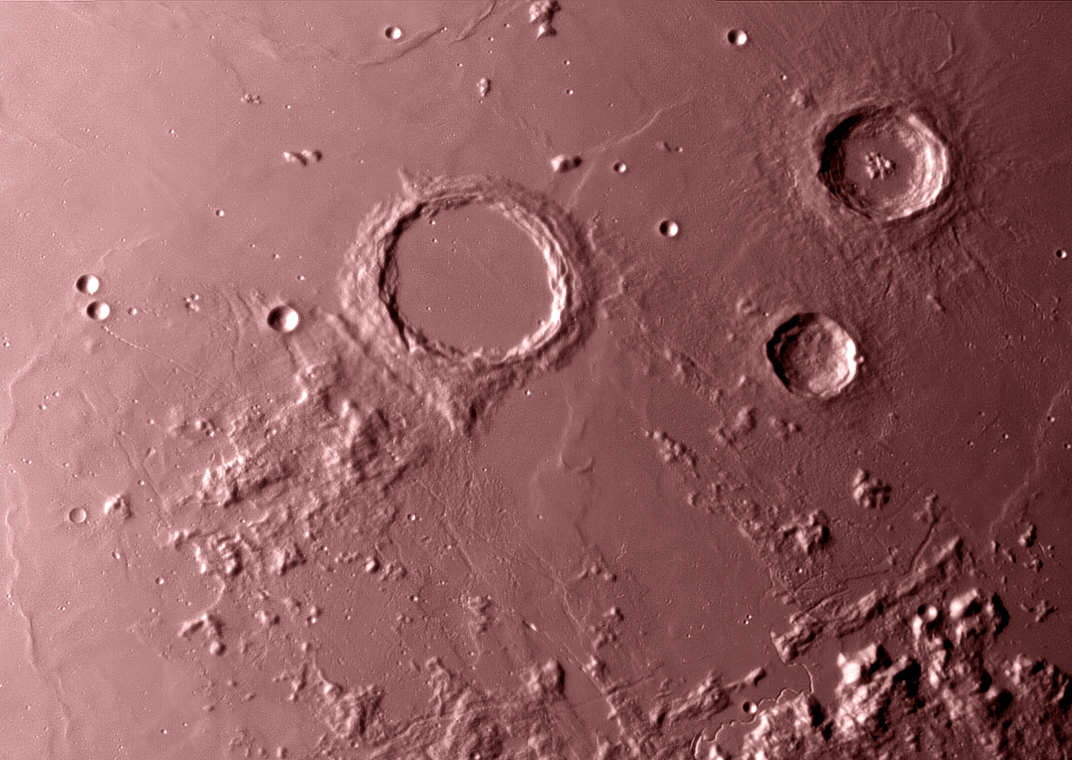
Кратер Архимед в инфракрасном спектре. Снимок Северного оптического телескопа и Стокгольмской обсерватории

На юге от кратера находятся горы Архимед и система борозд, названная по имени кратера и простирающаяся более чем на 150 км, к северо-востоку — кратер Аристилл, к востоку — кратер Автолик. К юго-восточной части вала кратера примыкает Болото Гниения, на север от кратера лежат горы Шпицберген — цепочка пиков в Море Дождей. Диаметр кратера 81,04 км, глубина чаши кратера 1,6 км, селенографические координаты центра кратера 29°43′ с. ш. 3°59′ з. д. / 29,72° с. ш. 3,99° з. д.. Высота вала над окружающей местностью 1370 м, объем кратера составляет приблизительно 6300 км³.

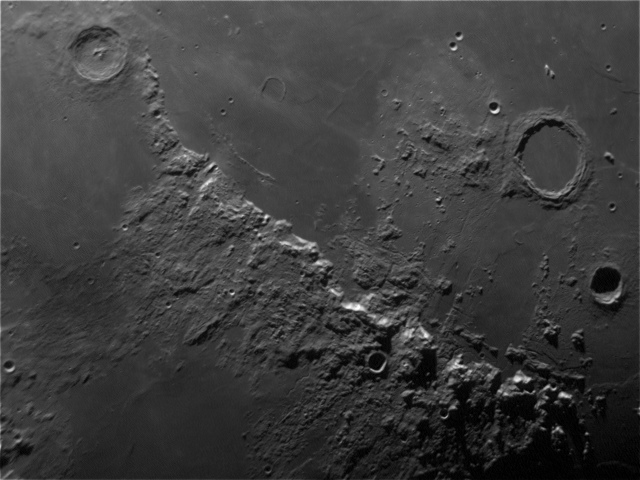
Кратер Архимед на фоне гор Апеннины.

Вал кратера широкий, с пологой внешней частью и обрывистой террасовидной внутренней частью. Внешняя часть кратера имеет тридцатикилометровое продолжение треугольной формы в юго-восточной части. Дно кратера плоское, ровное, заполненное базальтовой лавой, вследствие чего центральный пик отсутствует. На приведенной фотографии легко заметить неравномерный цвет дна кратера, объясняющийся наличием полос материала, выброшенного, скорее всего, при импакте, образовавшем кратер Автолик. Дно кратера и его вал усеяны многочисленными чашами мелких кратеров. Система лучей, характерная для более молодых кратеров, отсутствует. Внутренняя часть кратера имеет яркость 3 ½° по таблице яркостей Шрётера, поверхность вокруг кратера имеет яркость 5°.
Очевидно, что кратер Архимед образовался позже гигантского импакта, породившего Море Дождей приблизительно 3.8 миллиарда лет назад — имбрийского импакта. В то же время, заполнение кратера лавой говорит о том, что его образование произошло до заполнения лавой бассейна Моря Дождей, происходившего примерно 3.1 миллиарда лет назад. Таким образом, возраст кратера может быть принят в интервале 3.1 — 3.8 миллиарда лет, то есть кратер образовался в позднеимбрийский период. Такая датировка является иллюстрацией применения принципа суперпозиции в геологии.

## Сечение кратера
На приведенном графике представлено сечение кратера в различных направлениях, масштаб по оси ординат указан в футах, масштаб в метрах указан в верхней правой части иллюстрации.

## Кратковременные лунные явления
В кратере Архимед наблюдались кратковременные лунные явления (КЛЯ) в виде мерцающих точек на дне.

## Сателлитные кратеры
| Архимед | Координаты                                          | Диаметр, км |
| ------- | --------------------------------------------------- | ----------- |
| C       | 31°38′ с. ш. 1°32′ з. д. / 31,63° с. ш. 1,53° з. д. | 7,7         |
| D       | 32°12′ с. ш. 2°41′ з. д. / 32,2° с. ш. 2,69° з. д.  | 5,0         |
| E       | 25°00′ с. ш. 7°12′ з. д. / 25,0° с. ш. 7,2° з. д.   | 2,6         |
| G       | 29°08′ с. ш. 8°09′ з. д. / 29,14° с. ш. 8,15° з. д. | 3,3         |
| H       | 23°53′ с. ш. 7°01′ з. д. / 23,89° с. ш. 7,02° з. д. | 3,8         |
| L       | 25°02′ с. ш. 2°37′ з. д. / 25,04° с. ш. 2,61° з. д. | 3,2         |
| M       | 26°07′ с. ш. 3°13′ з. д. / 26,12° с. ш. 3,21° з. д. | 3,3         |
| N       | 24°09′ с. ш. 3°53′ з. д. / 24,15° с. ш. 3,89° з. д. | 3,5         |
| P       | 25°56′ с. ш. 2°30′ з. д. / 25,94° с. ш. 2,5° з. д.  | 2,6         |
| Q       | 28°31′ с. ш. 2°26′ з. д. / 28,52° с. ш. 2,43° з. д. | 2,4         |
| R       | 26°04′ с. ш. 6°37′ з. д. / 26,07° с. ш. 6,61° з. д. | 3,5         |
| S       | 29°34′ с. ш. 2°44′ з. д. / 29,56° с. ш. 2,73° з. д. | 2,8         |
| T       | 30°18′ с. ш. 5°02′ з. д. / 30,3° с. ш. 5,03° з. д.  | 2,3         |
| U       | 32°50′ с. ш. 1°58′ з. д. / 32,83° с. ш. 1,96° з. д. | 2,7         |
| V       | 32°59′ с. ш. 4°01′ з. д. / 32,98° с. ш. 4,01° з. д. | 2,7         |
| W       | 23°48′ с. ш. 6°15′ з. д. / 23,8° с. ш. 6,25° з. д.  | 3,2         |
| X       | 31°02′ с. ш. 8°01′ з. д. / 31,03° с. ш. 8,02° з. д. | 2,2         |
| Y       | 29°58′ с. ш. 9°30′ з. д. / 29,97° с. ш. 9,5° з. д.  | 2,2         |
| Z       | 26°53′ с. ш. 1°25′ з. д. / 26,88° с. ш. 1,41° з. д. | 2,1         |

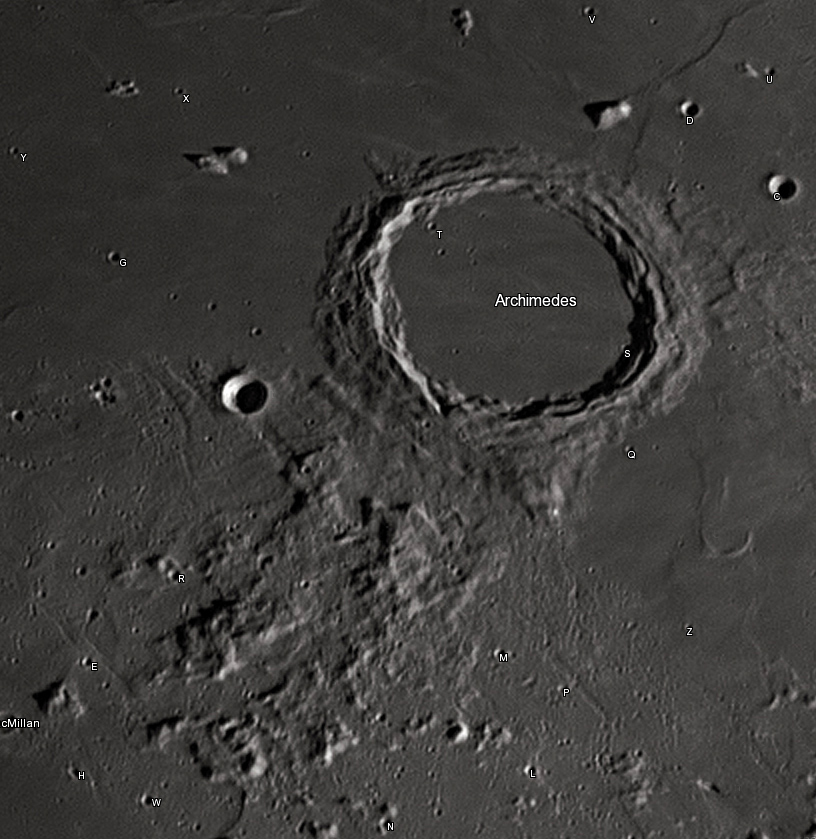
Снимок Девида Кемпбелла.

Следующие сателлитные кратеры переименованы Международным Астрономическим Союзом:
- Архимед A — Кратер Банкрофт (1976)
- Архимед F — Кратер Макмиллан (1976)
- Архимед K — Кратер Сперр (1973)

## Места посадок космических аппаратов
Приблизительно в 50 км на востоке от кратера Архимед, в точке с селенографическими координатами 29,1° с.ш. 0° в.д., совершила жесткую посадку Луна-2, первая в мире автоматическая межпланетная станция достигшая поверхности Луны.

## Галерея

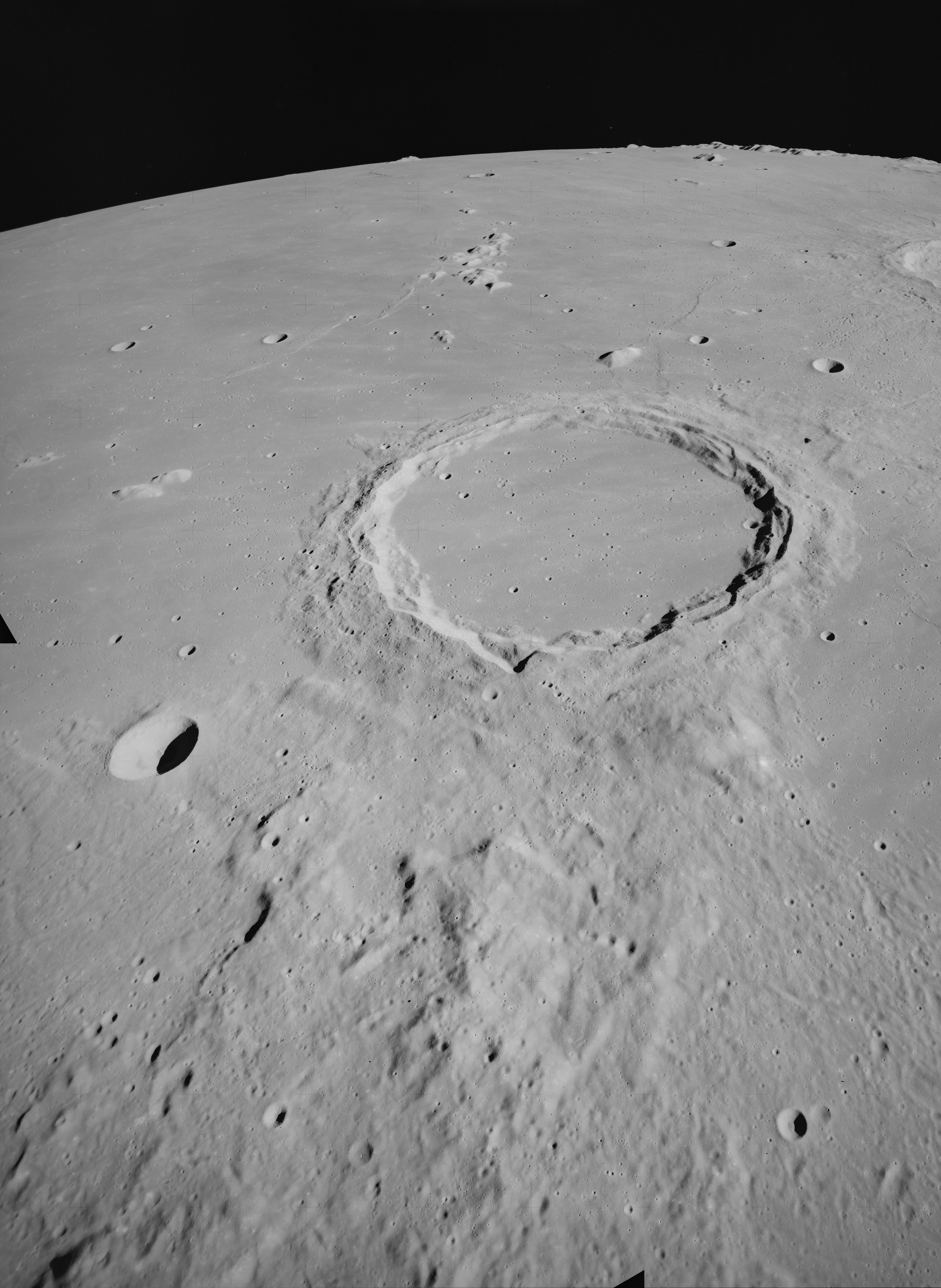
Снимок кратера Архимед с борта Аполлона-15.
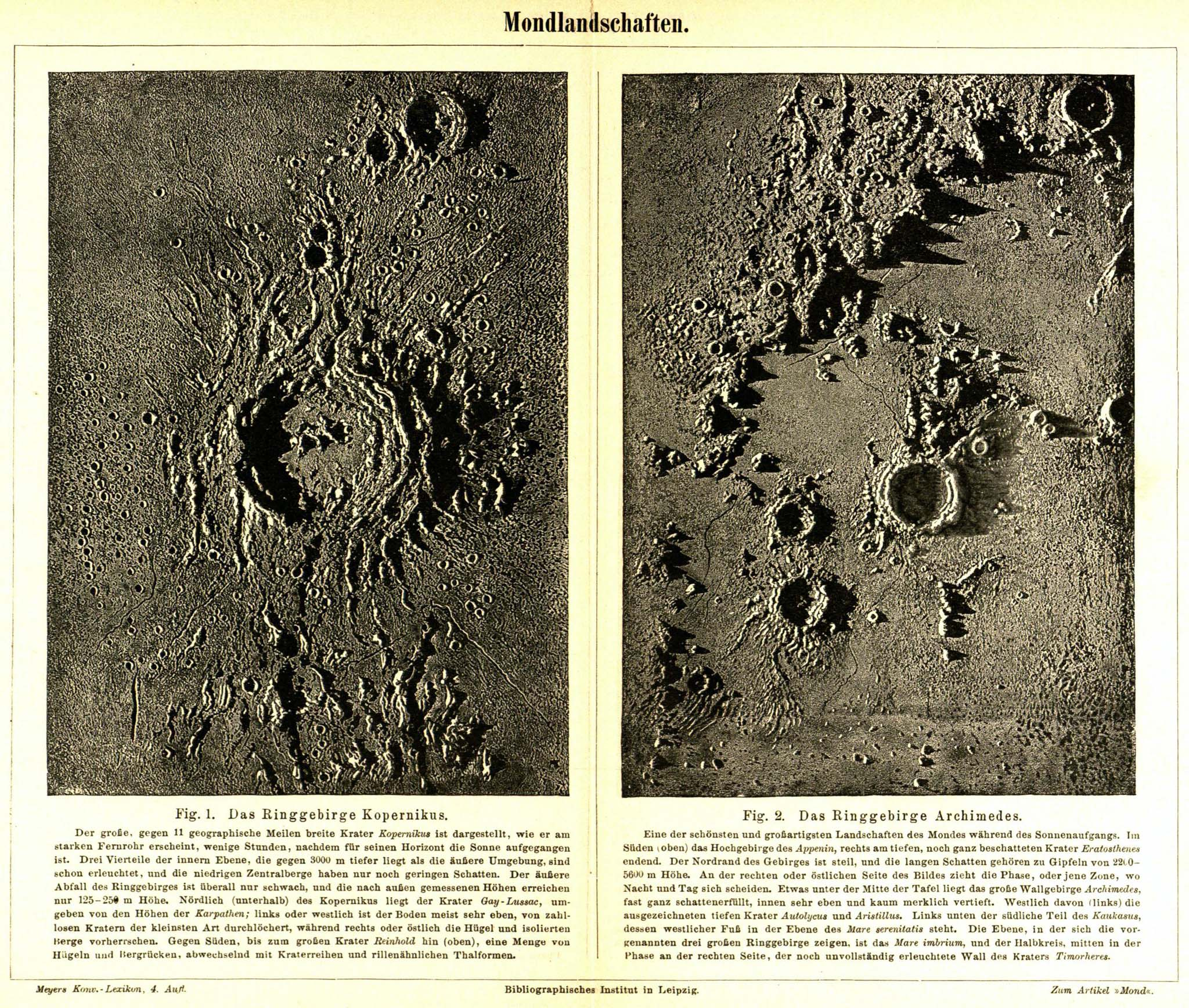
Изображение из энциклопедического словаря Мейера.